# Copa Juan Mignaburu 1936
Copa Juan Mignaburu 1936 - mecz towarzyski o puchar Juana Mignaburu odbył się po raz drugi w 1936 roku. W spotkaniu uczestniczyły zespoły: Argentyny i Urugwaju.

## Mecze
| 9 sierpnia Buenos Aires |  | Argentyna | 1 | - | 0 | Urugwaj |

Triumfatorem turnieju Copa Juan Mignaburu 1936 został zespół Argentyny.